# Francisco Manoel Carlos de Mello de Ficalho
Francisco Manoel Carlos de Mello de Ficalho o bien Francisco Manuel de Melo Breyner (Serpa, Portugal, 27 de julio de 1837 - Lisboa, Portugal, 19 de abril de 1903) fue un botánico y escritor portugués.

## Biografía
Francisco Manoel Carlos de Mello, nacido IV conde de Ficalho, fue miembro correspondiente de la Academia de las Ciencias de Lisboa, dedicándose al estudio de la botánica, escribiendo diversas obras sobre esa temática. Fundó el Jardín botánico, inaugurado en 1878, con la colaboración del profesor João de Andrade Corvo.
Melo Breyner murió en Lisboa el 19 de abril de 1903.

## Algunas publicaciones
- luiz de Camões, Francisco m.c. de Mello de Ficalho. Flora dos Lusíadas. 1880. reeditó Hiena Ed., Volumen 33 de Colecção Cão vagabundo, en 2008, 106 pp.
- Memorias sobre a influencia dos descobrimentos portuguezes no conhecimento das plantas
  - I. - Memoria sobre a Malagueta. 1883 libro electrónico: 28055
- Plantas úteis da África portuguesa. 1884
- Garcia da Orta e o seu tempo. 1886
- Uma eleição perdida. 1888
- As viagens de Pêro da Covilhã. 1898
- As rosáceas de Portugal. 1899

- La abreviatura «Ficalho» se emplea para indicar a Francisco Manoel Carlos de Mello de Ficalho como autoridad en la descripción y clasificación científica de los vegetales.[3]